# Amenhotep al III-lea

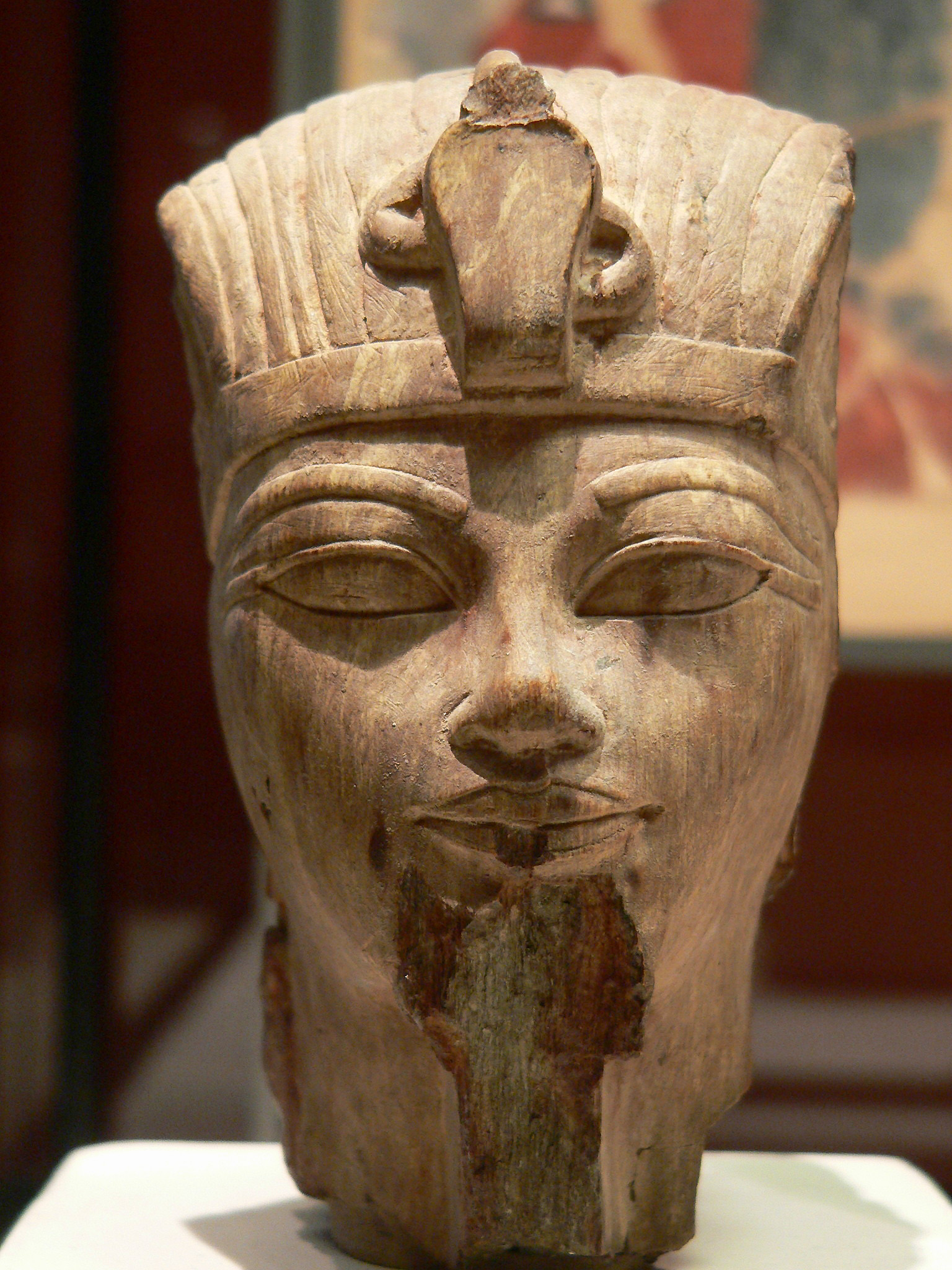
Amenhotep al III-lea

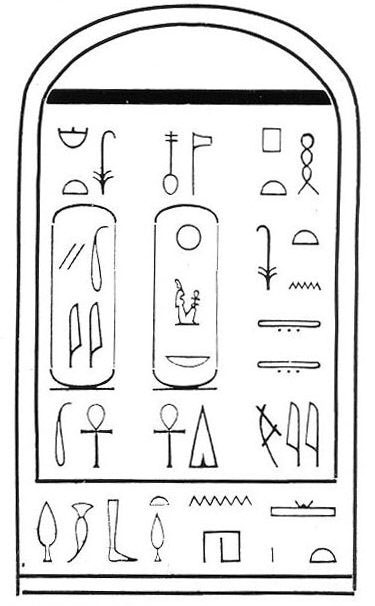
Cartuşul lui Amenhotep al III-lea

Amenhotep al III-lea (în limba egipteană: jmn-ḥtp(.w), Amānəḥūtpū pronunțat [ʔaˈmaːnəʔ ˈfishpu], „Amon este mulțumit”; elenizat ca Amenophis al III-lea), cunoscut și sub numele de Amenhotep cel Magnific sau cel Mare, a fost al nouălea faraon al Dinastiei a XVIII-a. Potrivit mai multor autori, el a condus Egiptul din iunie 1386 până în 1349 î.Hr. sau din iunie 1388 î.Hr. până în decembrie 1351 î.Hr./1350 î.Hr. după ce tatăl său Thutmose al IV-lea a murit. Amenhotep a fost fiul lui Thutmose. A avut o soție minoră, Mutemwiya.
Domnia sa a fost într-o perioadă de prosperitate și splendoare fără precedent, când Egiptul a atins apogeul puterii sale artistice și internaționale. Când a murit în al 38-lea sau al 39-lea an al domniei sale, a fost succedat de fiul său Amenhotep al IV-lea, care mai târziu și-a schimbat numele în Akhenaton.

## Familia
Urmaș al lui Tuthmes al IV-lea, provine din legătura acestuia cu o soție de rang inferior , numită Mutemwia.
Soția - consoartă a lui Amenhotep al III-lea ( Tiye ) i-a dăruit acestuia cel puțin 2 fii:
- Tuthmes ("Fiul lui Thot"), prinț moștenitor care a avut funcția de preot al lui Ptah în orașul Memphis. A murit înaintea tatălui său. După unele interpretări este asociat cu Moise a cărui descriere în Faptele Apostolilor indică educația sa exhaustivă în științele egiptenilor, așa cum ar fi primit-o un preot al lui Ptah.
- Akhenaton sau Amenhotep al IV-lea, al doilea fiu și succesorul tatălui său. Acest faraon celebru pentru cultul monoteist introdus în timpul domniei sale a mutat capitala într-un oraș (Amarna sau Akhetaton) dedicat zeului suprem Aton. A avut-o drept regină - consoartă pe nu mai puțin faimoasa Nefertiti.

- Smenkhkare, personaj misterios al Egiptologiei, a urmat la domnie lui Akhenaton, dar doar pentru o perioadă scurtă, de până la un an. Posibil să fie un Faraon-femeie.

În afara acestora, cuplul regal a mai avut și 4 fiice, două dintre ele fiind ridicate la rangul de regină-consoartă în ultimii ani de domnie (noțiunea de incest nu se aplica faraonului, a cărui datorie era de a păstra pur sângele regal).

## Viața
Domnia acestui faraon este îndelungată, de cca. 38 de ani și a fost într-o epocă liniștită și prosperă, Imperiul Egiptean întinzându-se din Nubia până în Siria de astăzi. S-a urcat pe tron la o vârstă fragedă și a fost probabil sub regență o perioadă de timp. Era căsătorit cu regina-consoartă Tiye la 2 ani de la urcarea pe tron. Tiye a supraviețuit încă 12 ani, păstrându-și influența și asupra urmașului său, Akhenaton.
Nu se cunoaște decât o singură expediție militară din timpul său, de pacificare a Nubiei (în nordul Sudanului actual), conform cu cele 3 stele săpate în piatră descoperite lângă Insula Sai și lângă Assuan. Numeroșii scarabei-comemorativi (statui inscripționate cu texte de proslăvire a suveranului) excavați de-a lungul fostului său imperiu atestă statutul de zeu al faraonului prin numărul imens de lei vânați de acesta sau prin faptul că una dintre viitoarele membre ale haremului său sosește însoțită de alte 317 femei etc.
Prestigiul Egiptului a atins cote înalte sub domnia sa, așa cum o dovedește corespondența diplomatică cu puternicii vecini ai regatului : Asiria, Babilon, regatul Hatti, regatul Mittani etc. În acest context, Amenhotep al III-lea refuză categoric să permită căsătoria vreunei prințese de sânge regal cu un rege străin (după cum era  doleanța  unui rege al Babilonului).

## Curtea regală
Dintre membrii curții sale s-au remarcat doi frați, Ramose și Amenhotep (Huy),
dintre care primul a ajuns vizir și ale căror monumente se numără printre frumoasele exemple de artă egipteană clasică.
Un alt nobil, Amenhotep, fiul lui Hapu, a fost o personalitate plurivalentă, ajuns să fie deificat după moarte printr-un cult asemănător cu cel al mai cunoscutului său predecesor, Imhotep.

## Monumente
Amenhotep al III-lea a fost un mare constructor având la dispoziție atât resurse numeroase, cât  și un  climat de stabilitate.

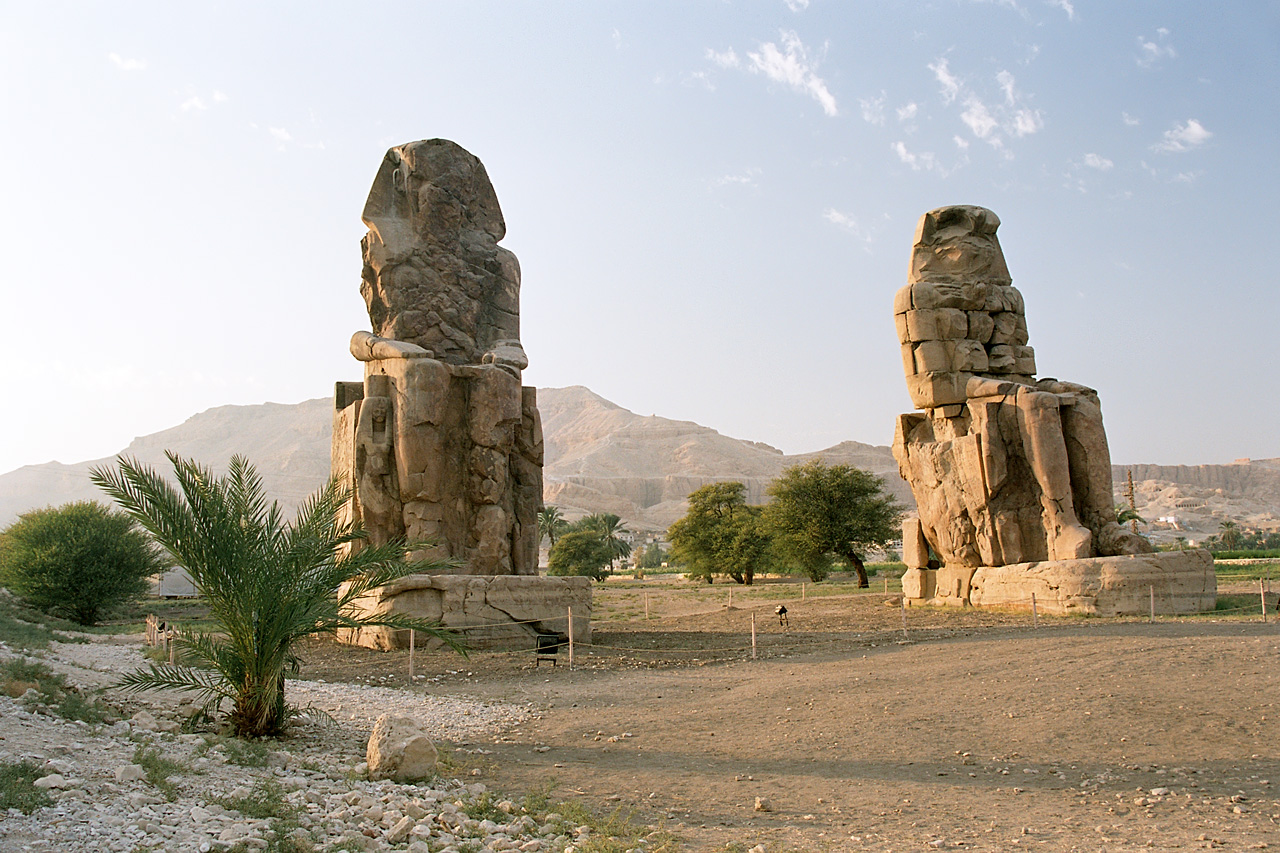
Coloşii lui Memnon de la Luxor

- Complexul său mortuar a fost cel mai mare ansamblu religios din Theba. Situat pe malul vestic al Nilului, din nefericire într-o locație improprie, în lunca inundabilă a fluviului, a ajuns în stadiul de ruină după numai 200 de ani. Materialele de construcție au fost folosite extensiv de faraonii succesivi ( printre care și Merneptah ) în proiectele lor arhitectonice, astfel că pâna la noi au ajuns numai Coloșii lui Memnon, două statui- gemene masive ale faraonului așezat, fiecare de cca 18 m înălțime. Statuia nordică are o istorie mai aparte, fiind victima unui cutremur care a dus la prăbușirea ei până la brâu, concomitent cu apariția unor "gemete" matinale; aceste sunete i-au dat faima de Oracol în antichitate până când reparațiile comandate de Septimius Severus au condus la dispariția lor.
- Karnak are mai multe construcții realizate de Amenhotep al III-lea : Complexul religios  din Luxor cu 2 Temple dedicate zeiței Ma’at , primii 3 piloni și Curtea obeliscului.
- La sud de Karnak, templul zeiței Mut ( probabil că această construcție a fost finalizată de Hatshepsut, Amenhotep al III-lea martelând cartușul regal al înaintașei sale și substituindu-l cu al său; rămân totuși cele peste 600 de statui ale zeiței Sekhmet ridicate de el ).
- Elefantina - un templu mai mic dedicat lui Tuthmes al III-lea
- Nubia a beneficiat din plin de edificii religioase, cum ar fi templul din Soleb.
- Numeroase statui regale din cuarțit roz , granit negru etc., de mare calitate artistică au fost descoperite în diverse locații. Cu peste 250 de statui descoperite și identificate este faraonul cu cele mai multe reprezentări conservate peste timp.

## Ultimii ani

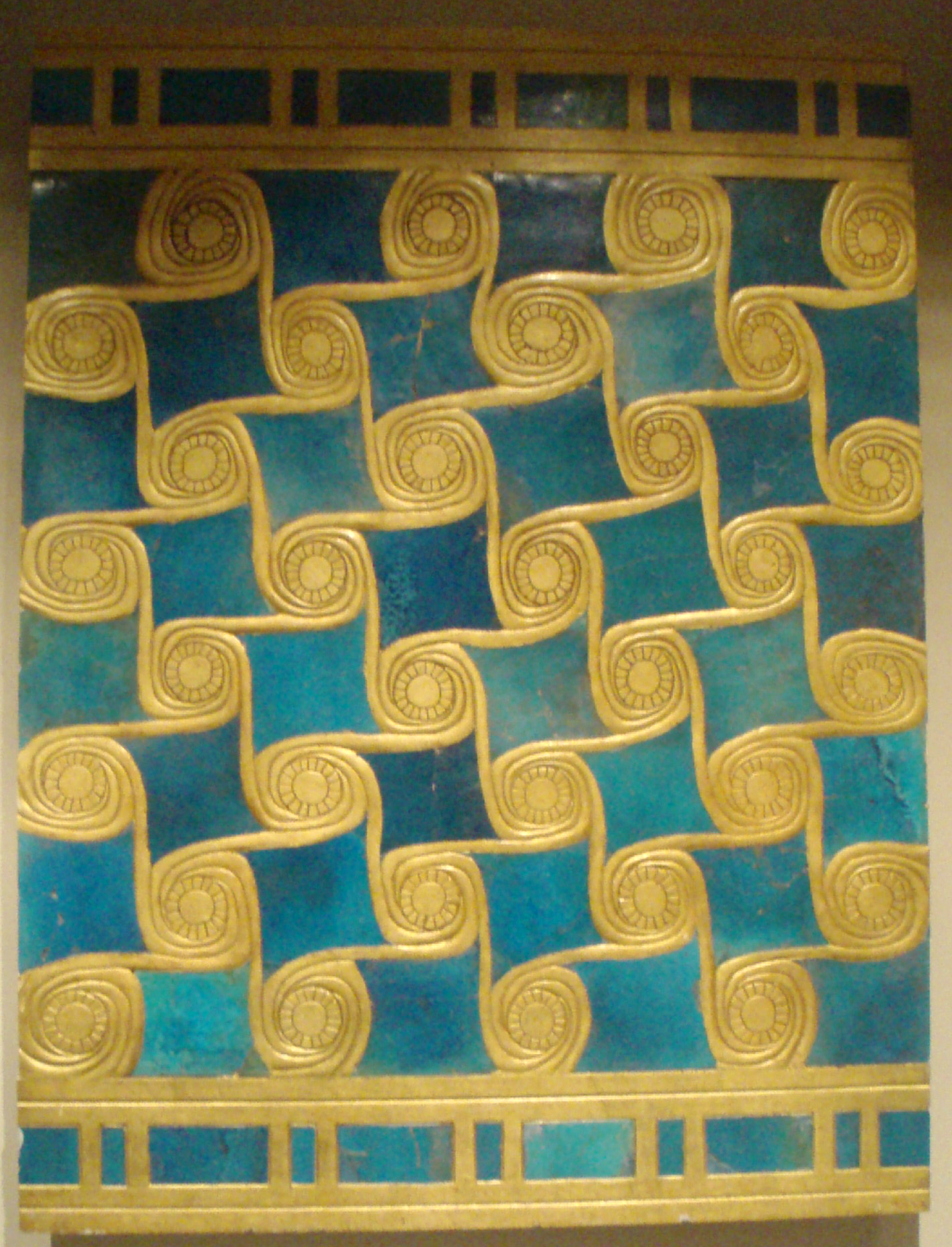
Fragment de decoratie apartinand palatului lui Amenhotep al III-lea din Malkata

- Probabil obez , artrozic și suferind de parodontopatie (după cum atestă mumia edentată a faraonului) Amenhotep al III-lea a murit la o vârstă destul de tânără ( posibil până în 50 de ani ) în splendidul său palat de la Malkata, Theba.

- Din numerosul său harem a făcut parte din anul 36 al domniei (cu 2-3 ani înainte de moarte) și o fiică a regelui din Mittani, care a adus ca zestre inclusiv o statuie a zeității Ishtar din Ninive, deoarece era cunoscută ca având „proprietăți” curative (teorie populară, dar probabil incorectă).

- Asocierea (controversată) a lui Akhenaton la domnie, a fost de scurtă durată (sub un an), majoritatea argumentelor fiind  asocieri de natură pur artistico-arhitectonică, fără  dovezi obiective.

## Mormântul
- Îngropat în Valea Regilor, aripa vestică,  mormântul său numit ulterior WV 22, a fost redescoperit în timpul ocupației napoleoniene a Egiptului, dată la care fusese jefuit probabil de mult; din mormânt lipsește inclusiv sarcofagul regal. Exclus din circuitul turistic, acest mormânt grav afectat de infiltrațiile de apă și de opera jefuitorilor de morminte, este actualmente în curs de restaurare, muncă începută din 1989 de o echipă japoneză a Universității private Waseda.

- În 1898 a fost descoperit un alt mormânt în Valea Regilor, ulterior numerotat KV 35 și care servea drept loc de veci al faraonului Amenhotep al II-lea. Alături de mumia acestuia au fost descoperite și alte câteva mumii regale transportate  de către Pinedjem al II-lea , Mare preot al lui Amon în timpul Dinastiei a XXI-a, pentru a le proteja de jefuitorii de morminte. Una dintre ele ar putea aparține lui Amenhotep al III-lea, dar controversa nu s-a încheiat încă.

## Moștenire
Unul dintre cei mai mari faraoni din istorie, un inegalabil constructor și patron al artelor, Amenhotep al III-lea a lăsat moștenire la moartea sa un imperiu prosper și stabil, de mare prestigiu în regiune. La această moștenire au contribuit în mare parte și membrii curții sale, constituiți în adevărate "dinastii" de funcționari competenți sub priceputa administrare a principalei regine-consoarte, Tiye.
La câțiva ani după dispariția sa, urmașul său Akhenaton, "faraonul rebel", declanșează o revoluție religioasă și politică prin introducerea cultului zeului-soare unic Aton în detrimentul panteonului tradițional promovat de casta preoților din capitala Theba. Egiptul pierde mult din cuceririle sale teritoriale și trece printr-o perioadă de colaps politic, din care își revine odată cu instalarea celei de-a XIX-a Dinastii (Dinastia Ramesidă).